# Салима Амаду Јусуфу
Салима Амаду Јусуфу (фр. Salima Ahmadou Youssoufou; Ниамеј, 21. октобар 2003) нигерска је пливачица и олимпијка чија ужа специјалност су спринтерске трке слободним и прсним стилом. 

## Спортска каријера
Салима је дебитовала на међународној пливачкој сцени на Олимпијским играма младих у Буенос Ајресу 2018, где је заузела 43. место у трци на 50 метара прсним стилом. Прво велико сениорско такмичење на коме је наступила је било Афричко зонско првенство које је у октобру 2021. одржано у Гани, а где је освојила 11. место у трци на 50 метара прсним стилом, што јој је уједно и био најбољи резултат у дотадашњој каријери. У децембру исте године имала је неуспешан дебитантски наступ на свеским првенствима, пошто је на Светском првенству у малим базенима у Абу Дабију дисквалификована из трке на 50 метара прсним стилом. 
На светским првенствима у великим базенима је дебитовала у Фукуоки 2023. где је заузела 41. место у трци на 50 прсно, односно 101. место у квалификацијама трке на 50 слободно.  На наредном светском првенству, у Дохи 2024. такмичила се у тркама на  50 слободно (104) и 100 слободно (83. место). 
Захваљујући специјалној позивници учествовала је и на Олимпијским играма у Паризу исте године.   
У Паризу је пливала у квалификацијама трке на 50 метара слободним стилом. Наступила је у првој квалификационој групи где је пливала у стази 5, и са временом од 33,66 секунди заузела је друго место у својој квалификационој групи, односно укупно 74. место у конкуренцији 79 такмичарки. Уједно је то било и њено најбрже икада испливано време у тој дисциплини.